# Teofilakt (Dzumerkas)
Teofilakt, imię świeckie Konstandinos Dzumerkas (ur. 1945 w Ekzochi) – grecki duchowny prawosławny w jurysdykcji Patriarchatu Aleksandrii, od 1990 metropolita Trypolisu.

## Życiorys
W 1966 przyjął święcenia diakonatu, a w 1969 prezbiteratu. 26 listopada 1999 otrzymał chirotonię biskupią.
W czerwcu 2016 r. uczestniczył w Soborze Wszechprawosławnym na Krecie.